# EuroLeague Basketball Next Generation Tournament
El EuroLeague Basketball Next Generation Tournament, conocido por motivos de patrocinio como Adidas Next Generation Tournament, y hasta 2014, llamado International Junior Tournament (IJT), es un torneo internacional de baloncesto de equipos sub-18 de Europa. Está organizado por la EuroLeague Basketball Company y patrocinado por la marca deportiva Adidas.
La Final Four de la competición se celebra cada año durante la Final Four de la EuroLiga. Se disputan además concursos de triples y de mates.

## Historia
La primera final four del Next Generation Tournament se celebró en 2003 en Barcelona, España. El torneo se denominaba originalmente EuroLeague Basketball International Junior Tournament y estaba patrocinado por Nike, denominándose Nike International Junior Tournament (NIJT). En 2014, el nombre oficial de la competición cambió a EuroLeague Basketball Next Generation Tournament, y Adidas se convirtió en el principal patrocinador.

## Formato
Un total de 32 equipos compiten en cuatro torneos regionales, que se disputan en Hospitalet de Llobregat, Kaunas, Belgrado y Coín. El ganador de cada uno de ellos se asegura un puesto en la fase final que disputan junto con otros 4 equipos, el ganador de la temporada anterior y otros tres más invitados por la organización.
Se disputan la clasificación en dos grupos de 4, y los dos primeros de cada uno pasan a disputar la final four en la semana y la pista en la que se disputa el desenlace de la Euroliga.

## Historial
| Temporada | Campeón                                         | Res.                                            | Subcampeón                                      | MVP                                             | Sede                                            |
| --------- | ----------------------------------------------- | ----------------------------------------------- | ----------------------------------------------- | ----------------------------------------------- | ----------------------------------------------- |
| 2002–03   | B. C. Žalgiris                                  | 87–80                                           | Maccabi Tel Aviv B. C.                          | Rolandas Alijevas                               | Barcelona                                       |
| 2003–04   | P. B. K. TSSKA                                  | 90–62                                           | Mens Sana Basket                                | Vasiliy Zavoruev                                | Tel Aviv                                        |
| 2004–05   | P. B. K. TSSKA                                  | 97–64                                           | B. C. Žalgiris                                  | Vasiliy Zavoruev                                | Moscú                                           |
| 2005–06   | P. B. K. TSSKA                                  | 59–55                                           | B. C. Žalgiris                                  | Ivan Nelyubov                                   | Praga                                           |
| 2006–07   | B. C. Žalgiris                                  | 78–74                                           | K. K. FMP                                       | Donatas Motiejūnas                              | Atenas                                          |
| 2007–08   | K. K. FMP                                       | 80–70                                           | F. C. Barcelona                                 | Dejan Musli                                     | Madrid                                          |
| 2008–09   | K. K. FMP                                       | 123–110                                         | Lietuvos Rytas                                  | Dejan Musli                                     | Berlín                                          |
| 2009–10   | INSEP                                           | 83–73                                           | K. K. FMP                                       | Livio Jean-Charles                              | París                                           |
| 2010–11   | K. K. Zagreb                                    | 76–65                                           | B. C. Žalgiris                                  | Dario Šarić                                     | Barcelona                                       |
| 2011–12   | Lietuvos Rytas                                  | 88–70                                           | Fenerbahçe B. S.                                | James Metecan Birsen                            | Estambul                                        |
| 2012–13   | Joventut Badalona                               | 82–59                                           | F. C. Barcelona                                 | Alberto Abalde                                  | Londres                                         |
| 2013–14   | K. K. Crvena Zvezda                             | 55–42                                           | Real Madrid                                     | Vojislav Stojanović                             | Milán                                           |
| 2014–15   | Real Madrid                                     | 73–70                                           | K. K. Crvena Zvezda                             | Luka Dončić                                     | Madrid                                          |
| 2015–16   | F. C. Barcelona                                 | 90–82                                           | K. K. Crvena Zvezda                             | Boriša Simanić                                  | Berlín                                          |
| 2016–17   | Centre Fédéral                                  | 65–58                                           | KK Mega Leks                                    | Ivan Février                                    | Estambul                                        |
| 2017–18   | BC Lietuvos Rytas                               | 76–71                                           | Stella Azzurra Roma                             | Deividas Sirvydis                               | Belgrado                                        |
| 2018–19   | Real Madrid                                     | 95-76                                           | KK Mega Bemax                                   | Mario Nakić                                     | Vitoria                                         |
| 2019–20   | Cancelado por la pandemia de COVID-19 en Europa | Cancelado por la pandemia de COVID-19 en Europa | Cancelado por la pandemia de COVID-19 en Europa | Cancelado por la pandemia de COVID-19 en Europa | Cancelado por la pandemia de COVID-19 en Europa |
| 2020–21   | Real Madrid                                     | 81-78                                           | F. C. Barcelona                                 | Eli Ndiaye                                      | Valencia                                        |
| 2021–22   | Mega Mozzart                                    | 82–61                                           | Next Generation Select Team                     | Nikola Đurišić                                  | Belgrado                                        |
| 2022–23   | Real Madrid                                     | 71-60                                           | Next Generation Select Team                     | Jan Vide                                        | Kaunas                                          |
| 2023–24   | Real Madrid                                     | 85-84                                           | INSEP                                           | Hugo González                                   | Berlín                                          |
| 2024–25   | BC Žalgiris                                     | 89-81                                           | Olimpia Milano                                  | Dominykas Grunkis                               | Abu Dabi                                        |

### Palmarés
| Equipo                      | Títulos | Subtítulos | Años campeonatos             | Años subcampeonatos |
| --------------------------- | ------- | ---------- | ---------------------------- | ------------------- |
| Real Madrid                 | 5       | 1          | 2015, 2019, 2021, 2023, 2024 | 2014                |
| B. C. Žalgiris              | 3       | 3          | 2003, 2007, 2025             | 2005, 2006, 2011    |
| P. B. K. TSSKA Moskva       | 3       | -          | 2004, 2005, 2006             |                     |
| K. K. FMP                   | 2       | 2          | 2008, 2009                   | 2007, 2010          |
| Lietuvos Rytas              | 2       | 1          | 2012, 2018                   | 2009                |
| INSEP                       | 2       | 1          | 2010, 2017                   | 2024                |
| F. C. Barcelona             | 1       | 3          | 2016                         | 2008, 2013, 2021    |
| K. K. Crvena Zvezda         | 1       | 2          | 2014                         | 2015, 2016          |
| KK Mega Bemax               | 1       | 2          | 2022                         | 2017, 2019          |
| K. K. Zagreb                | 1       | -          | 2011                         |                     |
| Joventut de Badalona        | 1       | -          | 2013                         |                     |
| Next Generation Select Team | -       | 2          |                              | 2022, 2023          |
| Maccabi Tel Aviv B. C.      | -       | 1          |                              | 2003                |
| Mens Sana Basket            | -       | 1          |                              | 2004                |
| Fenerbahçe B. S.            | -       | 1          |                              | 2012                |
| Stella Azzurra Roma         | -       | 1          |                              | 2018                |
| Olimpia Milano              | -       | 1          |                              | 2025                |